# Zeeko Zaki
Zeeko Zaki (en árabe: زيكو زكي; Alejandría; 18 de enero de 1990) es un actor estadounidense, conocido por interpretar al agente especial Omar Adom «OA» Zidan, en la serie de televisión FBI, de la cadena televisiva CBS.

## Primeros años
Zaki nació en Alejandría, Egipto, y emigró a Estados Unidos cuando tenía un mes de vida. Los abuelos maternos de Zaki habían emigrado antes que él y sus padres. Su extensa familia permaneció en Egipto y Zaki visitaba su ciudad natal durante los veranos de su infancia. Creció en West Chester, Pennsylvania. Su madre administra un salón y su padre es estilista. Tiene dos hermanos menores, un hermano y una hermana.
La pasión de Zaki por la actuación nació cuando vio Seussical durante su primer año de secundaria en Unionville High School y tiempo después se graduó. También actuó en el grupo de teatro comunitario Unionville Players y asistió brevemente a la Universidad de Temple.

## Carrera
En 2010, Zaki se mudó a Carolina del Norte y trabajó en teatro antes de audicionar para papeles en televisión. Apareció en papeles pequeños en varias películas y series de televisión, antes de conseguir papeles recurrentes en Six y 24: Legacy, interpretando a antagonistas, y en Valor, donde interpretó a un artillero de puerta de una unidad de aviación de operaciones especiales del Ejército de Estados Unidos. Zaki fue elegido para su primer papel principal, el agente especial Omar Adom «OA» Zidan, en el procedimiento de la serie FBI por Dick Wolf. El papel fue escrito originalmente como latino, pero Wolf quedó lo suficientemente impresionado por su cinta de audición como para cambiar el personaje para reflejar su origen y origen étnico.

## Vida personal
Zaki es musulmán practicante. Habla inglés y árabe con fluidez.

## Filmografía

### Televisión
| Año           | Título            | Personaje                       | Notas                             |
| ------------- | ----------------- | ------------------------------- | --------------------------------- |
| 2012          | Homeland          | Sargento                        | 1 episodio                        |
| 2012          | Revolution        | Soldado de la milicia           | 1 episodio                        |
| 2013          | Under the Dome    | Cliente #2                      | 1 episodio                        |
| 2014          | The Game          | Cameron                         | 1 episodio                        |
| 2015          | Satisfaction      | Russell                         | 2 episodios                       |
| 2016          | The Inspectors    | Dario Resta                     | 1 episodio                        |
| 2017          | Six               | Akmal Barayev,                  | Personaje recurrente, 8 episodios |
| 2017          | 24: Legacy        | Hamid                           | Personaje recurrente, 7 episodios |
| 2017          | The Night Shift   | Duke                            | 2 episodios                       |
| 2017          | Daytime Divas     | Taxista                         | 1 episodio                        |
| 2017          | NCIS: Los Angeles | Aimon Shah                      | 3 episodios                       |
| 2017–2018     | Valor             | Sargento de personal Matt Darzi | Personaje recurrente              |
| 2018–presente | FBI               | Omar Adom «OA» Zidan            | Personaje principal               |
| 2020          | FBI: Most Wanted  | Omar Adom «OA» Zidan            | Personaje invitado                |

### Películas
| Año  | Título                                 | Personaje                      | Notas        |
| ---- | -------------------------------------- | ------------------------------ | ------------ |
| 2012 | The Therapy Session                    | Michael                        | Cortometraje |
| 2012 | Stuck in Love                          | Gus                            |              |
| 2013 | Heart of the Country                   | Prisionero                     |              |
| 2013 | McDuffy: The Urban Eagle               | Chocolate Pretzel              | Cortometraje |
| 2014 | Tuesday                                | Andrew's Friend                | Cortometraje |
| 2015 | Max                                    | Policía afgano                 |              |
| 2015 | Alvin and the Chipmunks: The Road Chip | Paparazzo                      |              |
| 2016 | Allegiant                              | Líder de escuadrón sin facción |              |
| 2018 | Escape Plan 2: Hades                   | Soldado MDLF                   |              |